# Puente de Paso Agres
El Puente de Paso Agres fue un puente colgante (también conocido como "puente de hamaca") que permitía el paso de vehículos sobre el Río Tárcoles en Costa Rica. El puente fue construido entre los años 1920 y 1924, estaba construido de madera y otros elementos, permitía un solo carril, y a pesar de su antigüedad, era parte de una transitada ruta vial entre los cantones de Orotina, en Alajuela y Turrubares en San José.
El puente colapsó el 22 de octubre de 2009 cuando un autobús que cubría la ruta entre Turrubares y Orotina lo cruzaba en ese momento. El vehículo llevaba 38 personas a bordo, de las cuales 6 murieron por el accidente y una decena más quedaron heridas.

## Historia
Este puente, fue construido entre los años 1920 y 1924, para cubrir las necesidades de transporte de la región, dividida por el cauce del Río Tárcoles, uno de los vertederos más importantes del país. Durante todo este tiempo el puente solo recibió reparaciones temporales para prolongar su capacidad de uso, más nunca fue remplazado. En los últimos años, el tránsito por el puente aumentó considerablemente, primero por el asfaltado de la ruta entre San Juan de Mata (Orotina) y Turrubares, y después por el aumento del turismo en la zona, y de la cantidad cada vez mayor de personas que lo usaban como "ruta alternativa" entre el Valle Central y la costa del Pacífico costarricense.

## Características
El puente de Paso Agres era un puente de suspensión con láminas de madera y de un carril único. La característica más destacable es que los anclajes del puente eran muy anchos, reduciendo el espacio de entrada al puente, por lo que los camiones no podían circular por él, no porque la estructura no los soportara, sino porque se quedarían atorados a la entrada. De ahí que se había construido un marco en la entrada en el sector de Orotina, para evitar que vehículos pesados y de gran tamaño pasaran por él (sin embargo, el bus involucrado en el accidente del 22 de octubre pasaba sin problemas por este marco). Diversas instituciones y usuarios habían advertido al Gobierno de Costa Rica sobre el mal estado del puente, pidiendo su reparación o reemplazo, incluso años antes de que se diera el accidente.

## Colapso
El 22 de octubre de 2009, un autobús que cumplía el servicio entre Turrubares y Orotina cayó a las aguas del Río Tárcoles hacia las 6 a. m., cuando el puente de Paso Agres cedió ante el paso de la unidad. Según reportes oficiales, en el bus viajaban 38 personas que se dirigían a centros de estudio y trabajo. Por causas inmediatas al accidente murieron cuatro personas, y dos más fallecieron cuando se las transportaba a centros médicos. Además se contabilizan 18 heridos en hospitales, 4 de ellos en condición muy delicada. Ante la emergencia, unidades de auxilio de regiones aledañas se hicieron presente en el sitio del accidente. Los cuerpos de socorro recurrieron a pangas y cables para rescatar a las personas que estaban atrapadas en medio de las aguas del río.